# 菲律宾工人党
菲律宾工人党（缩写为PMP）是菲律宾的一个共产主义政党。1999年，菲利蒙·拉格曼领导建立菲律宾工人党，旨在整合那些从菲律宾共产党分裂出来的力量。该党的总部位于奎松市。